# Jacobus van Looy

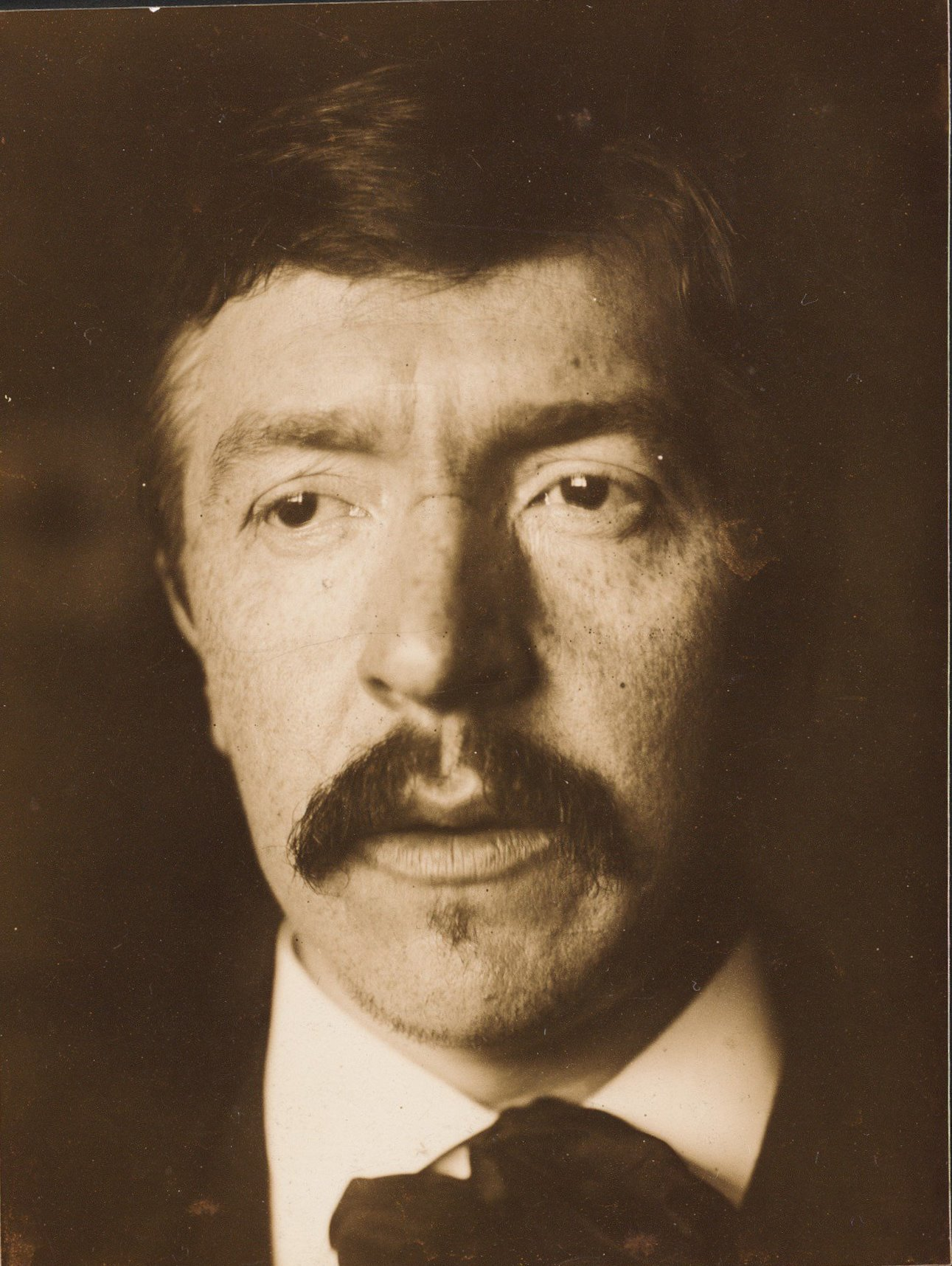
Van Looy, foto door Willem Witsen, 1893

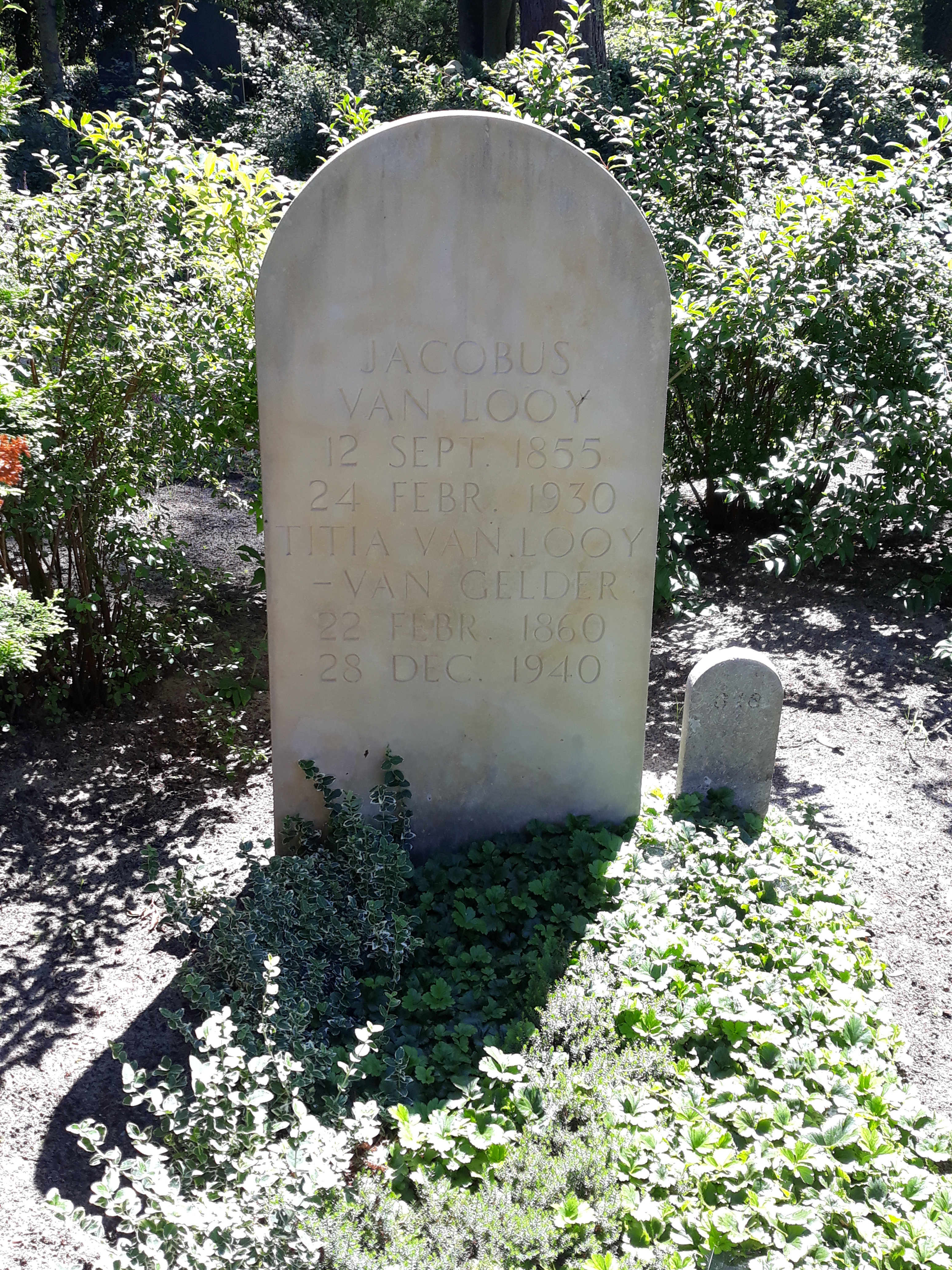
Het graf van Jacobus van Looy en zijn echtgenote Titia van Gelder op de Algemene Begraafplaats Kleverlaan te Haarlem.

Jacobus (Jac) van Looy (Haarlem, 13 september 1855 – aldaar, 24 februari 1930) was een Nederlands schilder en schrijver.

## Jeugd en opleiding
Jacobus van Looy was de zoon van een timmerman. Zijn ouders stierven kort na elkaar en vanaf zijn vijfde jaar groeide hij op als weesjongen in het Haarlemse Gereformeerd Burgerweeshuis aan het Groot Heiligland in Haarlem; in dit gebouw is nu het Frans Hals Museum gevestigd. Hij leerde voor het vak van huis- en rijtuigschilder, maar mocht vanwege zijn talent daarnaast ook tekenlessen volgen. Hij studeerde aan de Rijksakademie van beeldende kunsten in Amsterdam, en raakte daar bevriend met onder andere Willem Witsen.

## Leven en werk
In Amsterdam huwde hij in 1892 met Titia van Gelder (1860-1940), telg uit het Zaanse geslacht van papiermakers, waarna het paar zich vestigde in Soest. Daar leefde het stel teruggetrokken. Onder de dorpsbewoners die hij schilderde  hoorde ook de moeder van de latere Utrechtse beeldhouwer Pieter d'Hont. Zijn opgedane indrukken van overdag werden later gepubliceerd in Feesten. Verder schreef Van Looy ook korte verhalen. In 1913 verhuisden ze weer naar Haarlem, waar ze hun verdere leven lang bleven wonen aan de Kleine Houtweg. Het woonhuis werd later een museum: Museum Het Huis van Looy.

### Schilderen
In 1884 kreeg Van Looy op het einde van zijn studie de prestigieuze Prix de Rome, samen met de Nederlandse historie- en portretschilder Jan Dunselman. Daaraan verbonden was een beurs en een rijkstoelage die hem in staat stelden om te reizen en ervaring op te doen. Hij diende daarbij wel een voorgeschreven route te volgen, klassieke werken te kopiëren en regelmatig schriftelijk verslag uit te brengen. Zo reisde hij van 1885 tot 1886 naar Italië, Spanje en Marokko. Zijn aldaar gemaakte werken werden begin 1887 in de Rijksakademie tentoongesteld. Willem Witsen schreef hierover onder het pseudoniem J. van Westervoorde in de 2e jaargang van De Nieuwe Gids, waarbij hij de serieuze krijttekeningen en de geschilderde studies met nadruk prees, ondanks kleine tekortkomingen in kleur en toon. Hij wees Van Looy aan als een van de voortrekkers van de nieuwe schildersbeweging die in Amsterdam groeide - wat in werkelijkheid niet zo zou zijn. Van Looy reageerde geïrriteerd. Ook het jaar daarna kreeg vriend Witsen brieven van een over-geprikkelde Van Looy, die niet goed raad wist met zijn eigen schilderen:
 "..ik wou dat dat verdoemde schilderen op de Mookerhei zat. 't Is een blok, je zit er zoo vast aan als een galeislaaf aan zijn roeibank. Je staat er mee op en je gaat er mee naar bed en je doet niks goeds en je werkt je lam." 

In een brief uit Burgos aan zijn vriend de dichter Willem Kloos is hij erg open over de schilderkunst die hij voorstaat met een krachtig gebruik van kleuren:
 "Maar Kloos, ik ben nog geen stemmingsman, wat schilderen aangaat; naar mijn mening nu is schilderkunst iets te solieds, iets te plastisch voor een rag van fijne impressie's. Schilder krachtig, gezond, weef daarin al wat in je is van kleuren enz. maar geen dingen, die in je hersens blijven hangen als een rilling, dat is poësie voor woorden en tonen, weet ik veel, heeft een subtieler stof noodig. Zijn er die het kunnen, ik zal genieten, maar die schilderkunst [van fijne impressie's] houd ik voor voorbijgaand: alle groote kunstenaars zeggen me dat." 
Zijn uitgesproken schilderijen met vaak een hoge horizon en felle uitgesproken kleuren riepen de nodige kritiek op, maar werden door andere recensenten juist geprezen. Zelf meldde hij aan Lodewijk van Deyssel over de negatieve kritiek in een brief van 20 november 1890:
 "Ik ben nu tamelijk wel de eenige schilder in Holland die veel besproken, maar niet geaccepteerd wordt. Ze kunnen allemaal omvallen. Tegenwoordig is iedereen vermarisd [naar Jacob Maris], zoals Witsen dat noemt. Behalve die vind ik ook zelf mijn werk in Arti 't belangrijkste." 
Het werden volgens Bram Hammacher jaren van een gevecht tussen het blijven schilderen en zijn groeiende aandrang tot schrijven, waarin hij zich ten slotte als schilder meer uit het openbare leven terug zou trekken. Na al een aantal keren geëxposeerd te hebben op ledententoonstellingen van Arti et Amicitiae en bij de Levende Meesters kreeg hij in 1901 zijn eerste grote overzichtstentoonstelling, die geen onverdeeld gunstige recensies kreeg. Van Looy besloot toen om zijn schilderkunst en etsen nooit meer in het openbaar tentoon te stellen. Wel heeft hij nog geschilderd tot aan het einde van zijn leven. Hij zocht in zijn werk voortdurend naar de juiste toonverhoudingen, steeds weer vegend, smerend en duwend met zijn kwasten, tot hij het gewenste resultaat bereikte. Van Looy had de gewoonte nog lang door te werken aan een schilderij of later flinke veranderingen aan te brengen. Door de ongelijkheid in droogtijd heeft dit vaak geleid tot zichtbare barsten en scheuren. Daardoor zijn veel doeken die in veel lagen zijn geschilderd, gerimpeld en later ontoonbaar geworden. Een voorbeeld daarvan is Mevrouw van Looy, lezend bij een petroleumlamp.

### Schrijven
Rond 1900 was Van Looy - druk publicerend - een van de meest gelezen schrijvers in Nederland. Hij werd in die jaren sterk gewaardeerd binnen de kringen van de Tachtigers, zoals door onder anderen Albert Verwey, die hem zonder medeweten liet debuteren in het letterkundig tijdschrift De Nieuwe Gids. Het meest bekend werd hij met zijn deels autobiografische trilogie Jaapje, Jaap en Jakob. Hierin beschreef hij het leven in het Haarlemse weeshuis en zijn tijd als drukkers- en schildersleerling. Zo krijgt de lezer een beeld van het Haarlem van de jaren 1860/1870. Deze trilogie is 19 keer herdrukt. Ook in de literatuurgeschiedenis nam Van Looy een halve eeuw lang een eigen en belangrijke plaats in.
Van Looy maakte deel uit van een groep schrijvers die in 1885 naar buiten trad als de Tachtigers en als redactie van het literair tijdschrift De Nieuwe Gids. Toen was Van Looy echter in Italië en Spanje vanwege de verplichtingen vanuit de hem toegekende Prix de Rome-beurs, zodat zijn vrienden hem exemplaren van het nog jonge tijdschrift moesten toesturen. Frans Erens beschreef hem als iemand die actief was in de discussies in de Port van Cleve, waar de groep elkaar regelmatig trof, en die in staat was om zijn opvattingen over literatuur en schilderkunst goed te verwoorden. Veel van de door Van Looy beschreven zaken bestaan nog of zijn herkenbaar, andere zijn volkomen veranderd of geheel verdwenen. Werken van hem zijn onder andere Reizen, Proza, Nieuw proza en Feesten. Daarnaast vertaalde hij werken van Shakespeare, zoals Macbeth, Hamlet en As you like it. Van deze vertalingen verschenen edities met fraaie illustraties van Rie Cramer. Verder schreef hij gedichten die in diverse publicaties verschenen, maar pas in 1932 door zijn weduwe werden verzameld en uitgegeven. Zijn stijl van schrijven wordt wel omschreven als 'schilderen met woorden'. Van Looy hanteerde een zeer eigen taalgebruik waarin onder andere sferen en kleuren (een herinnering aan zijn tijd als schildersleerling) een rol spelen.
Tot circa 1930 werd het 'prachtig schilderend proza' van Van Looy hoog gewaardeerd bij de literaire kritiek; bij zijn dood dat jaar werd hij nog als een groot schrijver herdacht. De vergetelheid zette kort daarna al in, ondanks pogingen van zijn vrouw om de waardering voor haar man in leven te houden met enkele postume uitgaven. Sowieso kreeg in die tijd de woordkunst ("écriture artiste") van de Tachtigers het lastig en werd hun taalgebruik gezien als gedateerd en overdadig. Een korte illustratie van deze woordkunst is te vinden Van Looy's beschrijving van de Franse dichter Paul Verlaine tijdens zijn conference in Amsterdam in 1892, in een brief aan Van Deyssel in 1892:
 'Daar zat ie [Verlaine] in de zaal van Couturier onder de roode elektrische roosjes, laveluinig, zijn lammerige been op de tafelsport, te bladeren in zijn bundeltjes..  ..een oude liereman, dunne halsharen, of ie lang centen had lopen ophalen in de regen, en een rug als een pop uit een wassenbeeldenspel, zijn ene been ging als een stok meê.. ..zijn kop boven die trompettersborst gewoon enorm, een oude engel, weet ik veel, die voor zijn buste poseert.' 
In 1955 documenteerde Pierre H. Dubois de neergang van Van Looy. Hij zag de schrijver nog steeds als een ongewone meester in de woordkunst, die in de grond van de zaak een eenvoudig man was gebleven en door zijn simpele directheid zijn werk waardevol heeft weten te maken. Maar Dubois moest erkennen dat hij desondanks voor een aanzienlijk deel voor het nageslacht in de woordkunst verdwenen was. In 1980 kwam er echter een golf van herdrukken van zijn werk en groeide er een hernieuwde aandacht van de literaire kritiek.
Van Looy heeft nooit op de voorgrond gestaan als literaire vernieuwer; hij heeft ook geen leidersrol gespeeld binnen de Beweging van Tachtig en de Nieuwe Gids, waardoor hij minder sporen na liet dan Kloos en Van Deyssel. Van Looy is meegedreven met de toenmalige literaire beweging en heeft pas met zijn autobiografische roman Jaapje in 1917 het grote publiek bereikt.

## Literair werk
- Proza (1889)
- Gekken (1892)
- Feesten (1903)
- De wonderlijke avonturen van Zebedeus (1910–1925)
- 'Een praatje over "vertalen" met eenige vertaalde fragmenten'  (1912)
- Reizen (1913)
- Jaapje (1917).
- Feesten (1920)
- Jaap (1923)
- Nieuw proza (1929)
- Op reis (1929)
- Jacob (1930)
- Gedichten (1932)
- Jaapje (1963)
- Proza (1981)

### Shakespeare-vertalingen
- Macbeth (1900)
- Hamlet (1907)
- Romeo en Julia (1910)
- Naar het u lijkt (1915)
- Midzomernachtsdroom (1925)
- De koopman van Venetië (niet gepubliceerd) (1922)

## Galerij van zijn werken (selectie)

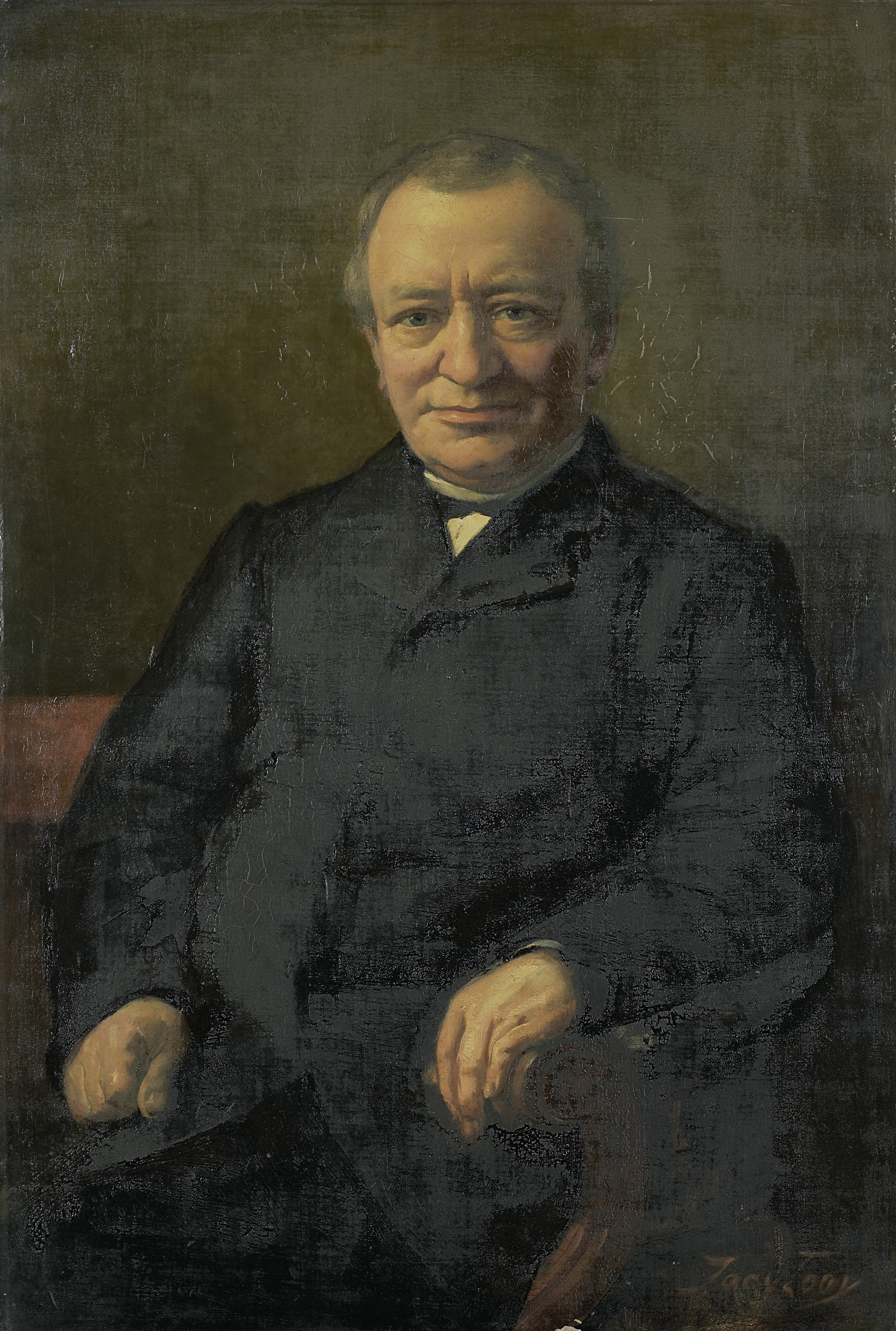
Portret van Anthonie Gerardus van der Hout, c. 1880-92; Rijksmuseum Amsterdam
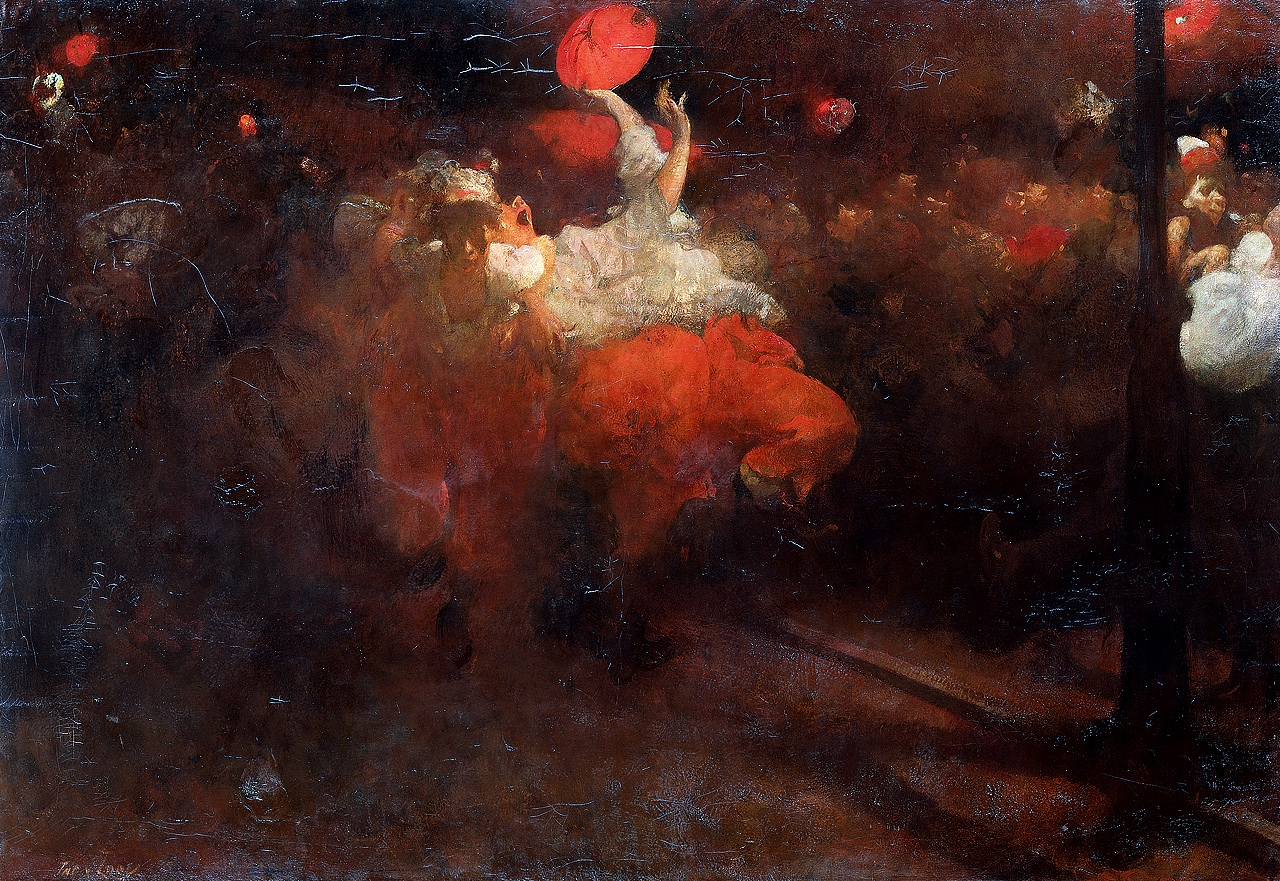
Oranjefeest, 1890; Rijksmuseum Amsterdam
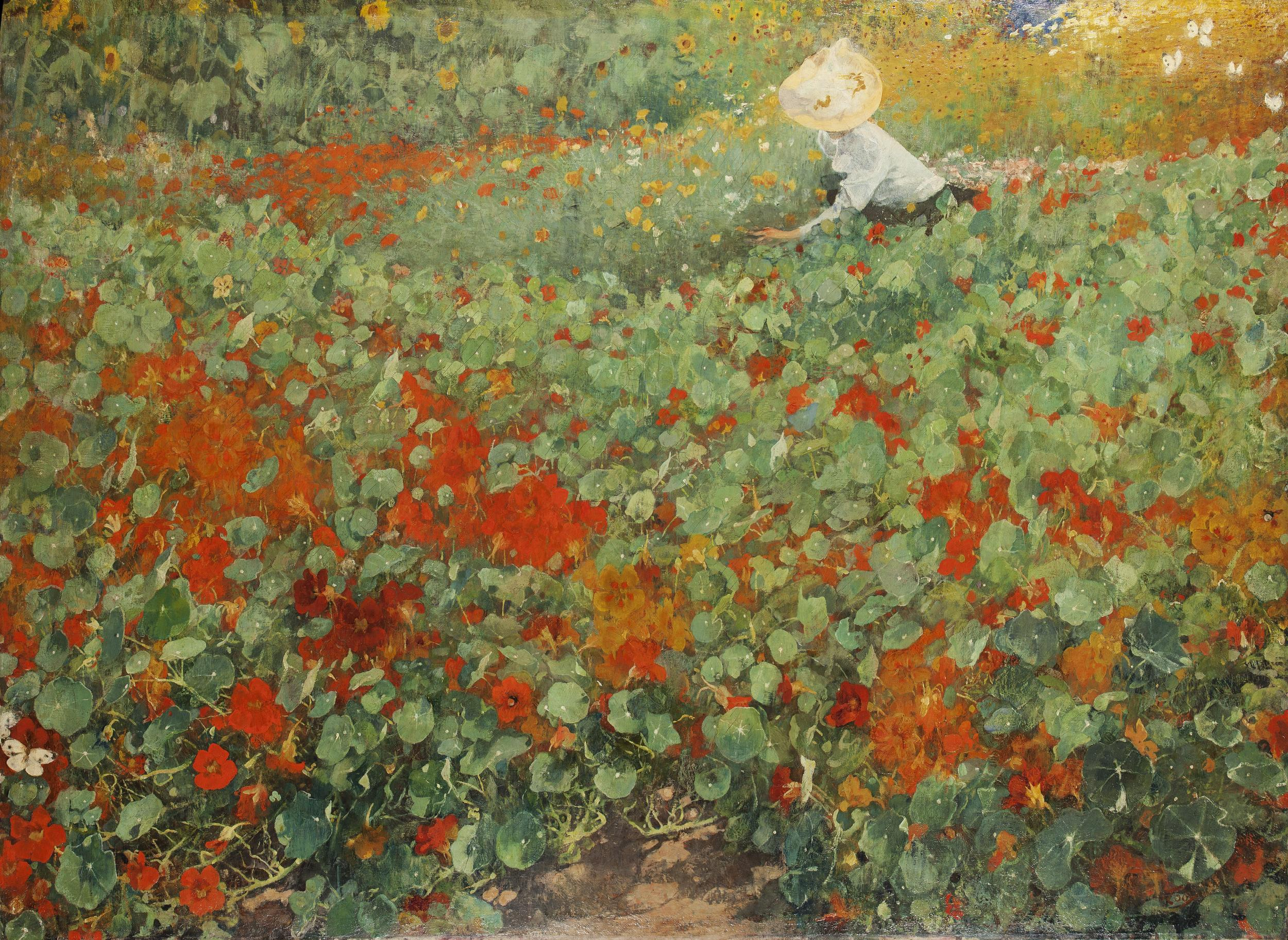
De tuin, met zijn vrouw Titia van Gelder, 1893; Teylers Museum, Haarlem
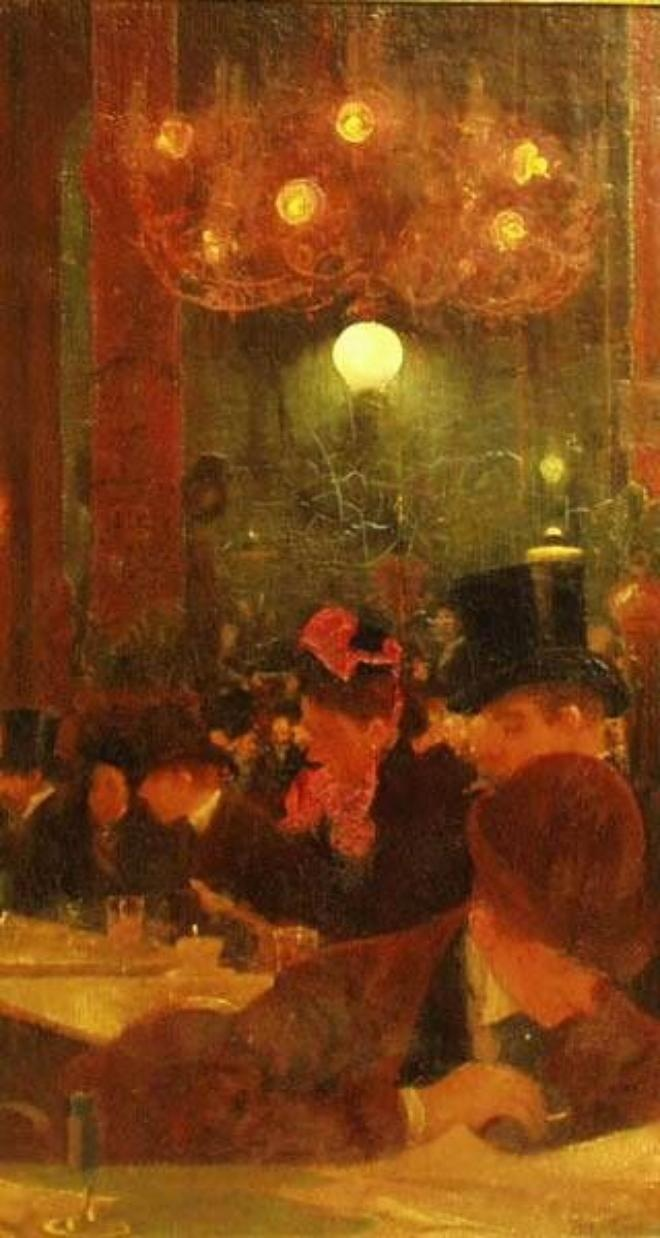
Café, c. 1890-95; Frans Halsmuseum, Haarlem
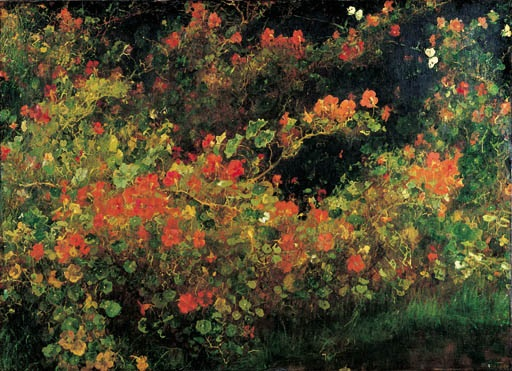
Augustus, 1900
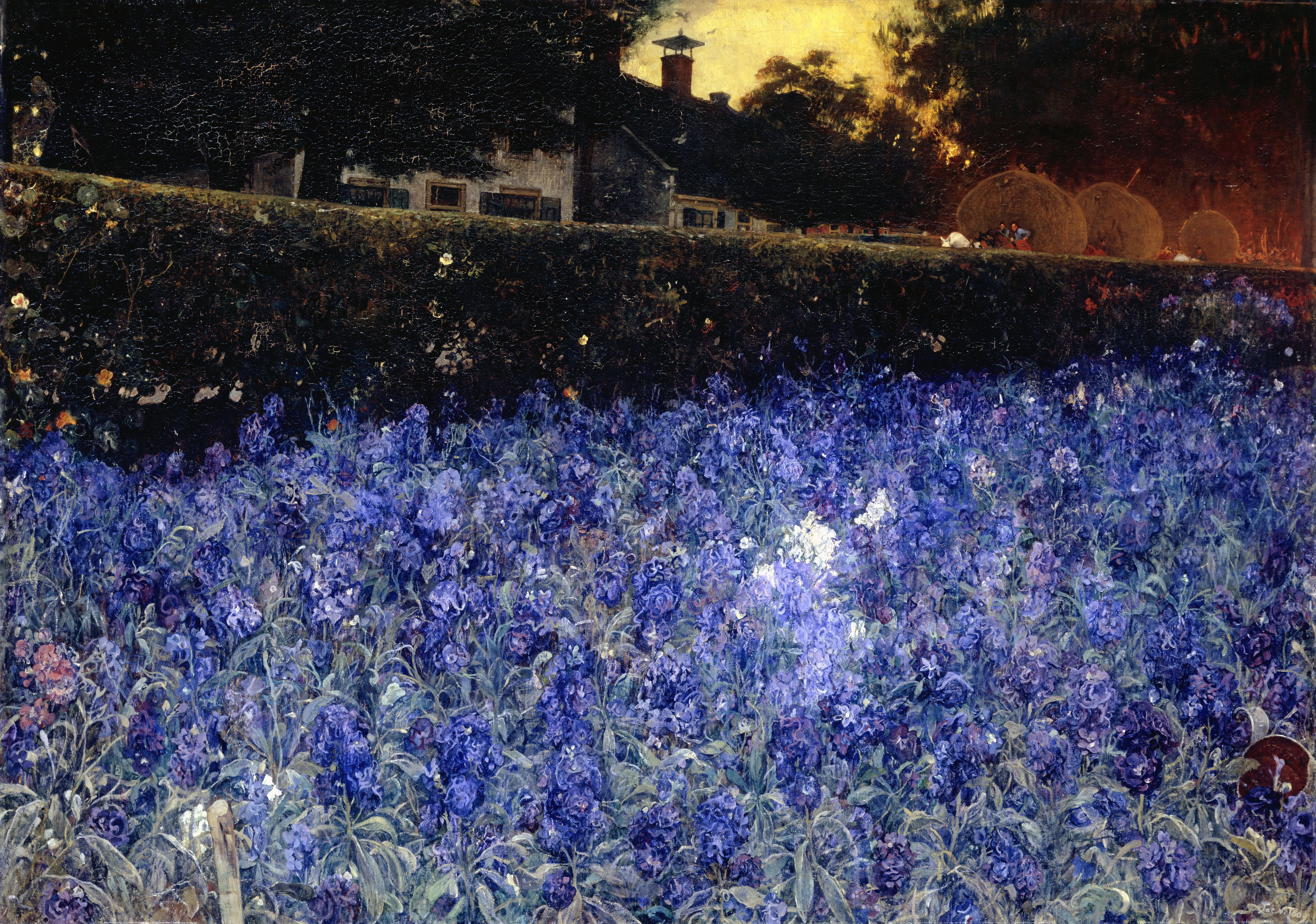
Zomerweelde, c. 1900, Rijksmuseum Amsterdam
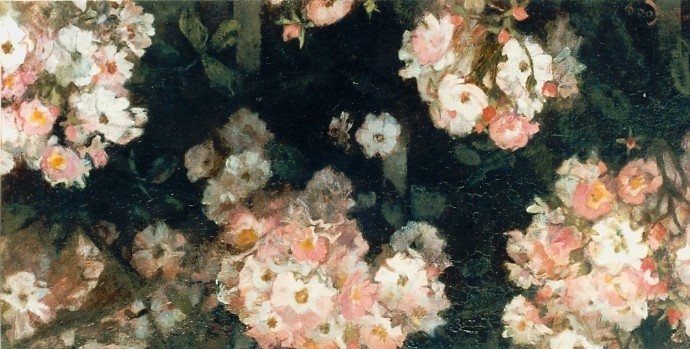
Roze bloemen, 1900
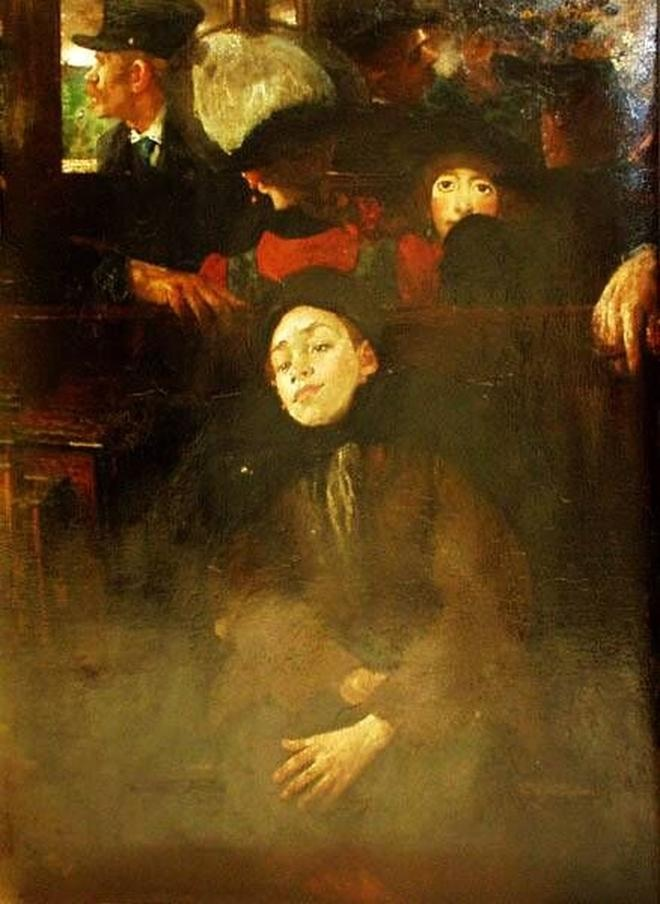
Reizigers derde klasse, 1901; Frans Halsmuseum, Haarlem

## Jacob van Looy Prijs
Van 1985 tot 2010 is door de Stichting Van Looy de Jacobus van Looy-prijs uitgereikt aan een dubbeltalent (schrijver-beeldende kunstenaar) zoals Jacobus van Looy, die zich als "schilder van huis uit, schrijver door toevallige omstandigheid" beschreef. De prijs is een initiatief van Jan G. Elburg en Louis Ferron. De Jacobus van Looy Stichting nam dit initiatief over en maakte van de Jacobus van Looyprijs een vijfjaarlijkse oeuvreprijs. De prijs bestond uit een geld bedrag (5.000 gulden) en een tentoonstelling in het Frans Hals Museum (De Hallen) en werd toegekend aan: Armando (in 1985), Lucebert (1990), Breyten Breytenbach (1995), Charlotte Mutsaers (2000), Wim T. Schippers (2005) en Peter van Straaten (2010). Bij de tentoonstelling verscheen veelal een catalogus. De prijs wordt niet meer uitgereikt.

## Museum Het huis van Looy
Museum Het huis van Looy is een voormalig museum in Haarlem dat was gewijd aan het werk van schrijver / schilder Jacobus van Looy. Na zijn dood in 1930 wilde zijn echtgenote Titia van Looy-van Gelder de herinnering aan het werk van Van Looy zo levend te houden. Na haar dood in 1940 liet zij woonhuis en museum - samen Museum Het huis van Looy - na aan de Gemeente Haarlem.

## Werk in openbare collecties (selectie)
- Frans Hals Museum, Haarlem
- Noord-Hollands Archief, Haarlem (tekeningen, manuscripten, brieven en memorabilia)
- Teylers Museum, Haarlem
- Rijksakademie, Amsterdam
- Rijksmuseum Amsterdam[7]